# Hornbach und Seitentäler
Hornbach und Seitentäler este o arie protejată (arie de protecție specială avifaunistică — SPA) din Germania întinsă pe o suprafață de 690 ha, integral pe uscat.

## Localizare
Centrul sitului Hornbach und Seitentäler este situat la coordonatele 49°11′51″N 7°25′46″E / 49.1975°N 7.4294°E.

## Înființare
Situl Hornbach und Seitentäler a fost declarat arie de protecție specială avifaunistică în februarie 2008 pentru a proteja 6 specii de animale.

## Biodiversitate
Situată în ecoregiunea continentală, aria protejată nu include niciun habitat protejat.
La baza desemnării sitului se află mai multe specii protejate de  păsări (6): pescăruș albastru (Alcedo atthis), barză albă (Ciconia ciconia ciconia), becațină comună (Gallinago gallinago), sfrâncioc roșiatic (Lanius collurio), Rallus aquaticus aquaticus, mărăcinar negru (Saxicola torquatus).